# Nesapterus olindae
Nesapterus olindae är en skalbaggsart som först beskrevs av Blackburn 1885.  Nesapterus olindae ingår i släktet Nesapterus och familjen glansbaggar. Inga underarter finns listade i Catalogue of Life.